# A másik 48 nap (Lost)
A másik 48 nap (The Other 48 Days) a Lost c. amerikai televíziós sorozat második évadának hetedik része.
2005. november 16-án mutatták be először az ABC műsorán. Az epizódot Damon Lindelof és Carlton Cuse írta és Eric Laneuville rendezte. Nincs egyetlen központi, kiemelt karaktere, a farokrész túlélői állnak a középpontjában.

## Szinopszis
|  | Alább a cselekmény részletei következnek! |

Az Oceanic Airlines 815-ös járatának farokrésze leszakad, és a gép többi darabjától messze a vízbe zuhan. A túlélők kiúsznak a partra. Mr. Eko kivisz egy gyereket, Zachet, kezében egy teddy macival, aki a vízben maradt testvéréért, Emmáért kiáltozik. Eko kihúzza a kislányt, Ana Lucia pedig sikerrel újraéleszti. Egy ember rohan ki a fák közül segítségért kiáltozva. A magát Goodwinnak nevező férfi elvezeti Anát Bernardhoz, aki ülésével együtt fennakadt egy fán. A nőnek sikerül rábírnia, hogy másszon át a fára, még mielőtt a széke lezuhanna. A partra visszatérve Goodwin, aki a Békehadtest tagja, jelzőtüzet csinál, hogy megtalálhassák őket. Bernard megkérdezi Ekót, aki kihúzta a holttesteket a vízből, hogy volt-e köztük afroamerikai nő, mivel aggódik a felesége miatt, akivel még nem találkozott; a férfi megnyugtatja, hogy nem találta meg, de imádkozni fog érte és a megmenekülésükért. Éjszaka hármukat elviszik a Többiek, Eko pedig megöl közülük kettőt, akik őt próbálták elhurcolni. Ettől fogva nem beszél.
Egy magát Nathannek nevező férfi azt javasolja, maradjanak a parton. és a többiek hallgatnak rá. A lezuhanástól számított ötödik napon egy ember, Donald meghal a lábán lévő elfertőződött seb miatt. A 12. napon a Többiek újabb kilenc embert hurcolnak el, köztük a két gyereket is. Ana Luciának sikerül megölnie közülük egyet, akinél egy katonai kést és egy listát találnak az elhurcoltak nevével és kinézetével.
A túlélők elhatározzák, beljebb mennek a partról. Egy patak mellett telepednek le, mert ott van friss víz és élelemnek gyümölcs. Ana épít egy vermet, melybe, ha szükséges, be tud zárni egy embert. Mikor elkészül vele, fejbe rúgja Nathant, és a verembe zárja, mert úgy gondolja, a férfi azok közé tartozik, akik elrabolták a gyerekeket. Ezt arra alapozza, hogy gyanúsan viselkedett, és senki nem emlékszik rá a gépről. Nathan azt állítja, Kanadából jött. A nő ki akarja éheztetni, de ekkor rájön, valaki ételt adott neki, ezért elhatározza, hogy másnap megkínozza, és ezt el is mondja Goodwinnak. Éjszaka Goodwin kiszabadítja Nathant, és elárulja neki Ana Lucia tervét, ám amikor a férfi elindulna, Goodwin kitöri a nyakát.
A túlélők továbbállnak, és felfedeznek egy bunkert, rajta egy DHARMA-jelzéssel, és egy nyíllal a közepén. Goodwin is meglepődik, mikor meglátja. Az épület belsjében találnak egy üvegszemet, egy Bibliát és egy rádiót. Ana és Goodwin elmennek vételt keresni.
A hegyen a nő elárulja, tudja, hogy a férfi a Többiek közül való, mert a lezuhanás napján Goodwin száraz inggel rontott ki a dzsungelből, tíz perccel azután, hogy mindenki, aki a gépen ült, a vízbe esett. A férfi bevallja, ő ölte meg Nathant, és azt állítja, a gyerekeknek sokkal jobb „ott” nekik. Elmondja, hogy ők jó emberek, és Nathan azért nem szerepelt a listán, mert ő rossz ember volt. Verekedni kezdenek, majd amikor a hegy oldalán legurulnak, Ana Lucia egy hegyes végű karóval felnyársalja.
A nő visszatér a többiekhez, és azt mondja: „Most már biztonságban vagyunk.” Azonban nem képes társai szemébe mondani, hogy megölte Goodwint. A negyvenegyedik napon Bernard elfogja Boone segélykérését, amit a nigériai repülőgép fedélzetéről adott le. Mikor a férfi azt mondja: „Az Oceanic 815-ös járatának  túlélői vagyunk!”, Bernard azt válaszolja: „Mi vagyunk a 815-ös túlélői.” Ám mielőtt bármi mást mondhatna, Ana elveszi tőle a rádiót, mert azt hiszi, a Többiektől jön az adás, és azt állítja, onnan tudják, melyik gépen ültek, hogy Goodwin elárulta nekik. „Most már így kell élnünk, törődjetek bele!” – mondja. Miután magára marad, sírni kezd, és Eko, aki a lezuhanásuktól fogva nem szólalt meg, próbálja megnyugtatni. A nő megkérdezi, hogy negyven napot várt-e a beszéddel, a férfi pedig azt válaszolja, Ana Lucia várt negyven napot a sírással.
Néhány nappal ezután Cindy és Libby megtalálják Jint, akit a tenger mosott partra. Miután kiemelték a vízből, megkötözik, és bekötik a szemét, majd megpróbálják kideríteni, ki ő. Miközben Ana Lucia és Eko vitatkoznak, Jin kiszabadítja magát, és kiszalad a partra, ahol találkozik Sawyerrel és Michaellel. Ez az a pont, ahol a visszaemlékezések utolérik a jelent.
Ezután egy montázst láthatunk Jinék verembe vetéséről, a parti táborhoz vezető útról át a dzsungelen, Sawyer összeeséséről, a Cindy eltűnése és a suttogások megjelenése miatt összezavarodott túlélőkről, és a lövésről, mely megölte Shannont.

## Érdekességek
- Azt, hogy mi történt a géptörzs túlélőivel az epizódban látható visszaemlékezések idejében, a következő részekben láthatjuk: Túlélők, Tiszta lappal, A nagy túra, A felkelő Nap háza, Magány, Idegenek karjában, Szív és ész, Apák napja, Hazatérés, Isteni gépezet és a farokrész túlélőinek megpillantását a Hullámok hátán c. részben. A 17., a 19. és a 23. nap eseményei az első évad epizódjai között játszódtak le. A montázs a Tájékoztatótól az Elhagyatva c. részig tart.
- Mr. Eko ebben az epizódban alkotja meg botját.
- A farokrész becsapódásakor a füst egyik jellemző hangját hallhatjuk.
- Goodwinnak ebben az epizódban Sörös Sándor a magyar hangja, viszont a többi epizódban amiben szerepel Holl Nándor.

|  | Itt a vége a cselekmény részletezésének! |